# Friesische Straße

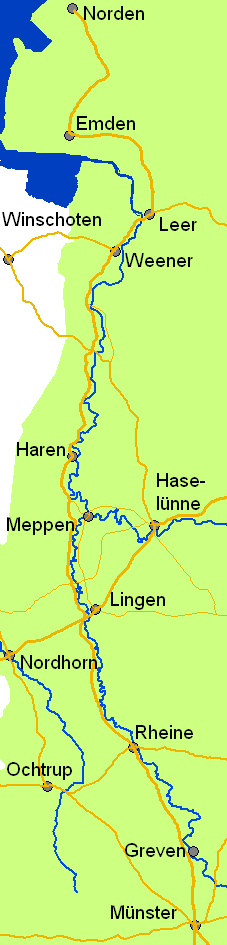
Friesische Straße

Die Friesische Straße war eine mittelalterliche Handels- und Reichsstraße im Nordwesten Deutschlands. Sie hatte eine Länge von etwa 220 km und verband die Stadt Norden in Ostfriesland mit Münster in Westfalen.

## Verlauf
Die Friesische Straße verlief von Norden bis Emden in etwa auf den Strecken der heutigen Bundesstraßen 72 und 210. Von Emden aus verlief sie in etwa entlang der heutigen Bundesautobahn 31 bis Leer. In Leer wurde die Ems überquert. Ab Leer verlief die Friesische Straße in Richtung Süden etwa parallel zur Ems auf dem linken Emsufer bis Münster. Sie verlief in etwa auf der heutigen Bundesstraße 436 (Leer – Weener), der Landesstraße 31 (Weener – Rhede), den Kreisstraßen 155 (Rhede – Heede) und 156 (Heede), der Landesstraße 48 (Heede – Altenlingen), der Kreisstraße 34 (Nordlohne – Schepsdorf), der Landesstraße 40 (Elbergen – Emsbüren), der Kreisstraße 327 (Emsbüren – Salzbergen), den Landesstraßen 39 (Salzbergen – Landesgrenze Niedersachsen/Nordrhein-Westfalen) und 501 (Landesgrenze – Rheine), die Bundesstraßen 481 (Rheine – Emsdetten) und 219 (Sprakel – Münster).

## Verknüpfung mit anderen Straßen
Von Leer aus gab es eine östliche Verbindung nach Bremen (Ostfriesische Straße). In Weener gab es eine westliche Verbindung nach Winschoten und von dort weiter nach Groningen. Von Rhede aus gab es eine östliche Verbindung nach Aschendorf und von dort weiter über den Geestrücken des Hümmling bis Haselünne zur Flämischen Straße (Lübeck – Brügge). Südlich von Heede kreuzte eine weitere Verbindung von Winschoten zur Handelsstraße des Hümmling die Friesische Straße. Östlich von Meppen zweigte eine weitere Verbindung nach Haselünne ab, der Folkweg, auch Herzog-Erich-Weg und Reuterweg genannt, entlang dem Südrand der Ems-Hunte-Geest in Richtung der mittleren Weser nördlich von Nienburg. Südwestlich von Lingen kreuzte die Flämische Straße die Friesische Straße. In Rheine gab es weitere Verbindungen nach Osnabrück und nach Enschede. In Münster gab es weitere Verbindungen unter anderem nach Köln (Kölnische Straße), nach Coesfeld (Coesfelder Weg), nach Gronau (Horstmarer Landweg) und über Warendorf nach Paderborn (Hessenweg).

## Städte entlang der Friesischen Straße
Norden – Emden – Leer – Weener – Haren – Meppen – Lingen – Rheine – Emsdetten – Greven – Münster

## Geschichte
Die Friesische Straße war bereits im 9. Jahrhundert eine bedeutende Fernhandelsverbindung. Im Spätmittelalter verlief bei Lingen die Friesische Straße am rechten Ufer der Ems entlang. Durch die Verlegung der Friesischen Straße auf das linke Emsufer lief der Fernhandel danach überwiegend an Lingen vorbei.
Des Weiteren verlief die Friesische Straße im Spätmittelalter über Rhede, Diele mit der Dieler Schanze nach Emden. Sie war die einzige Verbindungsstraße zwischen dem Emsland und Ostfriesland.